# Hrebine
 Hrebine  falu Horvátországban Zágráb megyében. Közigazgatásilag  Pušća községhez  tartozik.

## Fekvése
Zágrábtól 21 km-re északnyugatra, községközpontjától 2 km-re délnyugatra a Marijagoricai előhegység területén fekszik.

## Története
A falunak 1857-ben 192, 1910-ben 385 lakosa volt. Trianon előtt Zágráb vármegye Zágrábi járásához tartozott. 2011-ben 371 lakosa volt. Lakói mezőgazdasággal, szőlőtermesztéssel, állattenyésztéssel foglalkoznak.

## Lakosság
| Lakosság változása | Lakosság változása | Lakosság változása | Lakosság változása | Lakosság változása | Lakosság változása | Lakosság változása | Lakosság változása | Lakosság változása | Lakosság változása | Lakosság változása | Lakosság változása | Lakosság változása | Lakosság változása | Lakosság változása | Lakosság változása |
| ------------------ | ------------------ | ------------------ | ------------------ | ------------------ | ------------------ | ------------------ | ------------------ | ------------------ | ------------------ | ------------------ | ------------------ | ------------------ | ------------------ | ------------------ | ------------------ |
| 1857               | 1869               | 1880               | 1890               | 1900               | 1910               | 1921               | 1931               | 1948               | 1953               | 1961               | 1971               | 1981               | 1991               | 2001               | 2011               |
| 192                | 243                | 271                | 294                | 328                | 385                | 367                | 382                | 371                | 401                | 334                | 308                | 270                | 304                | 321                | 371                |

## Nevezetességei
Alexandriai Szent Katalin tiszteletére szentelt kápolnája az egyik legrégibb a vidék egyházi építményei közül. Eredeti formájában maradt fenn a főoltár, mely a 17. század végén, de legkésőbb 1707-ben készült. A kápolnát nemrég teljesen megújították.